# Cowboy Bebop
Cowboy Bebop (カウボーイビバップ?, Kaubōi Bibappu) è una serie televisiva anime di fantascienza prodotta da Sunrise e diretta da Shin'ichirō Watanabe. Ambientata nel 2071 e incentrata sulle avventure di una ciurma di cacciatori di taglie spaziali, la serie si addentra nelle questioni irrisolte del passato dei protagonisti, esplorando concetti come l'esistenzialismo, la noia, la solitudine e l'influenza del passato.
L'anime è stato trasmesso per la prima volta in Giappone su TV Tokyo dal 3 aprile al 26 giugno 1998, ma a causa del contenuto controverso della serie furono mandati in onda solo 12 dei 26 episodi prodotti, più uno speciale. La totalità delle puntate venne trasmessa successivamente sul canale satellitare WOWOW dal 24 ottobre 1998 al 24 aprile 1999. Un adattamento italiano curato da Dynamic Italia è andato in onda su MTV all'interno dell'Anime Night, dal 21 ottobre 1999 al 4 maggio 2000. Dall'anime sono stati tratti due manga, pubblicati sulla rivista Asuka Fantasy DX della Kadokawa Shoten, un film, intitolato Cowboy Bebop - Il film, due videogiochi, distribuiti dalla Bandai per PlayStation e PlayStation 2 e una serie live action trasmessa da Netflix.
Cowboy Bebop ha ottenuto un ampio riscontro di critica e commerciale, sia in Giappone sia a livello internazionale. L'opera è stata premiata con numerosi riconoscimenti nel campo dell'animazione e della fantascienza ed è stata apprezzata per stile, personaggi, trama, doppiaggio, animazione e colonna sonora. Negli anni la serie è andata affermandosi come capolavoro dell'animazione nipponica e numerosi critici lo considerano uno dei migliori anime di tutti i tempi.

## Ambientazione
Nel 2021 l'esplosione accidentale di un gate sperimentale, dispositivo che permette di effettuare viaggi iperspaziali, danneggia gravemente la Luna, causando la deriva di uno sciame di asteroidi e meteoriti che bombardano la superficie del pianeta Terra, sterminando gran parte della popolazione. I sopravvissuti abbandonano dunque l'ormai inospitale pianeta per colonizzare nuovi sistemi abitabili: Marte, Venere, la cintura asteroidale e i satelliti di Giove.
Nel 2071 l'intero sistema solare è stato reso accessibile ai viaggi iperspaziali grazie ai gate, Marte è diventato il pianeta cardine del nuovo sviluppo umano, ed i nuovi cartelli della criminalità organizzata interplanetaria, primo tra tutti il Red Dragon Crime Syndicate, esercitano la loro influenza all'interno del governo e sull'Inter Solar System Police (ISSP), la polizia del sistema solare, limitandone l'efficacia nel combattere la criminalità. Per far fronte alla minaccia di evasi, terroristi, narcotrafficanti e altri pericolosi criminali, è stato quindi istituito un sistema di "taglie" simile a quello usato nel vecchio West; i nuovi cacciatori di taglie del sistema solare vengono perciò spesso denominati "cowboy".

## Trama
Spike Spiegel, un ex-affiliato del Red Dragon, e il suo socio Jet Black, ex-investigatore dell'ISSP, sono due cacciatori di taglie che si spostano di pianeta in pianeta alla ricerca di criminali a bordo della loro astronave: il Bebop. Nel corso delle loro avventure, senza che lo vogliano, ai due si aggiungono tre nuovi compagni: il welsh corgi pembroke iper-intelligente Ein, la provocante truffatrice perseguitata dai creditori Faye Valentine e l'eccentrica e geniale hacker preadolescente Radical Edward.
Nel corso delle loro azioni, di solito fallimentari, inconcludenti o di scarso profitto, tutti i membri dell'improbabile equipaggio dovranno fare i conti con questioni ancora irrisolte del loro turbolento passato, segnato da ricordi traumatici, memorie perdute, abbandoni mai chiariti e amori travagliati. Il tutto trattato con una forte nota filosofica, matura, psicologica ed esistenzialista che riflette sia gli attimi migliori che quelli peggiori della vita di cinque individui sperduti.

## Personaggi
I personaggi di Cowboy Bebop sono caratterizzati da un profondo senso di solitudine e rassegnazione, nonché da un rapporto conflittuale con il proprio passato che li porta ad affrontare in modo disilluso i loro turbamenti interiori. Ciò è ben visibile nei personaggi principali: Spike è un uomo che, dopo essersi separato dalla sola donna che abbia mai amato, si considera già morto, non ha più aspettative per il futuro ed è segnato da un'indelebile espressione stanca e indolente, il suo atteggiamento è in generale più antieroico che eroico e, come da lui stesso affermato, «vive in un sogno da cui non riesce a svegliarsi»; Jet è invece una persona che ha perduto fiducia in ciò a cui aveva consacrato la sua vita, e si trova ad osservare cinicamente il dilagare della corruzione convincendosi sempre maggiormente che il mondo in cui viveva un tempo non sia mai esistito. Lo stesso vestiario dei due riflette il loro stato d'animo; nella serie infatti si gioca spesso attorno alla parola "blue", sia come genere musicale che come colore emblema della tristezza.
Anche le protagoniste femminili riflettono tali turbamenti, in particolare Faye, contraddistinta da una esuberante presunzione e sensualità fuori dal comune, è in realtà una persona insicura ed emotivamente vulnerabile poiché priva di un passato, abituata a «abbandonare prima di essere abbandonata» e definita dalla sua seiyū Megumi Hayashibara come una "donna sgradevole"; Ed, infine, pur presentata come spensierata, sensibile e ingenua incrocia intenzionalmente le strade della ciurma del Bebop mossa dal senso di solitudine derivatole dall'essere stata abbandonata da un padre irresponsabile.
Stando a quanto dichiarato in un'intervista dal character designer Toshihiro Kawamoto, dei quattro protagonisti solamente Ed è ispirato ad una persona reale: la compositrice Yōko Kanno. Kawamoto ha inoltre affermato che, durante la realizzazione dei personaggi principali, ha voluto essere certo di renderli i più differenti possibile tra di loro, mentre il regista ha più volte detto di considerarli una parte della sua personalità o un'estensione di se stesso, come ad esempio Spike: «io non fumo, non bevo e non combatto, ma vorrei farlo — quindi Spike lo fa».

## Produzione
Cowboy Bebop è stato prodotto dallo studio Sunrise sotto il noto pseudonimo di Hajime Yatate. Il direttore del team creativo era Shin'ichirō Watanabe, alla sua prima esperienza alla regia dopo alcuni incarichi da aiuto regista in Macross Plus e ne I cieli di Escaflowne. Gli altri membri erano la sceneggiatrice Keiko Nobumoto, il character designer Toshihiro Kawamoto, il mecha designer Kimitoshi Yamane e la compositrice Yōko Kanno. Molti dei componenti dello staff avevano già lavorato insieme precedentemente. Nobumoto aveva sceneggiato Macross Plus, mentre Kawamoto aveva realizzato i personaggi di Gundam e Kanno aveva composto sia la colonna sonora di Macross Plus che quella de I cieli di Escaflowne. Yamane, invece, non aveva mai lavorato con Watanabe, nonostante avesse precedentemente preso parte allo sviluppo di Bubblegum Crisis e I cieli di Escaflowne.

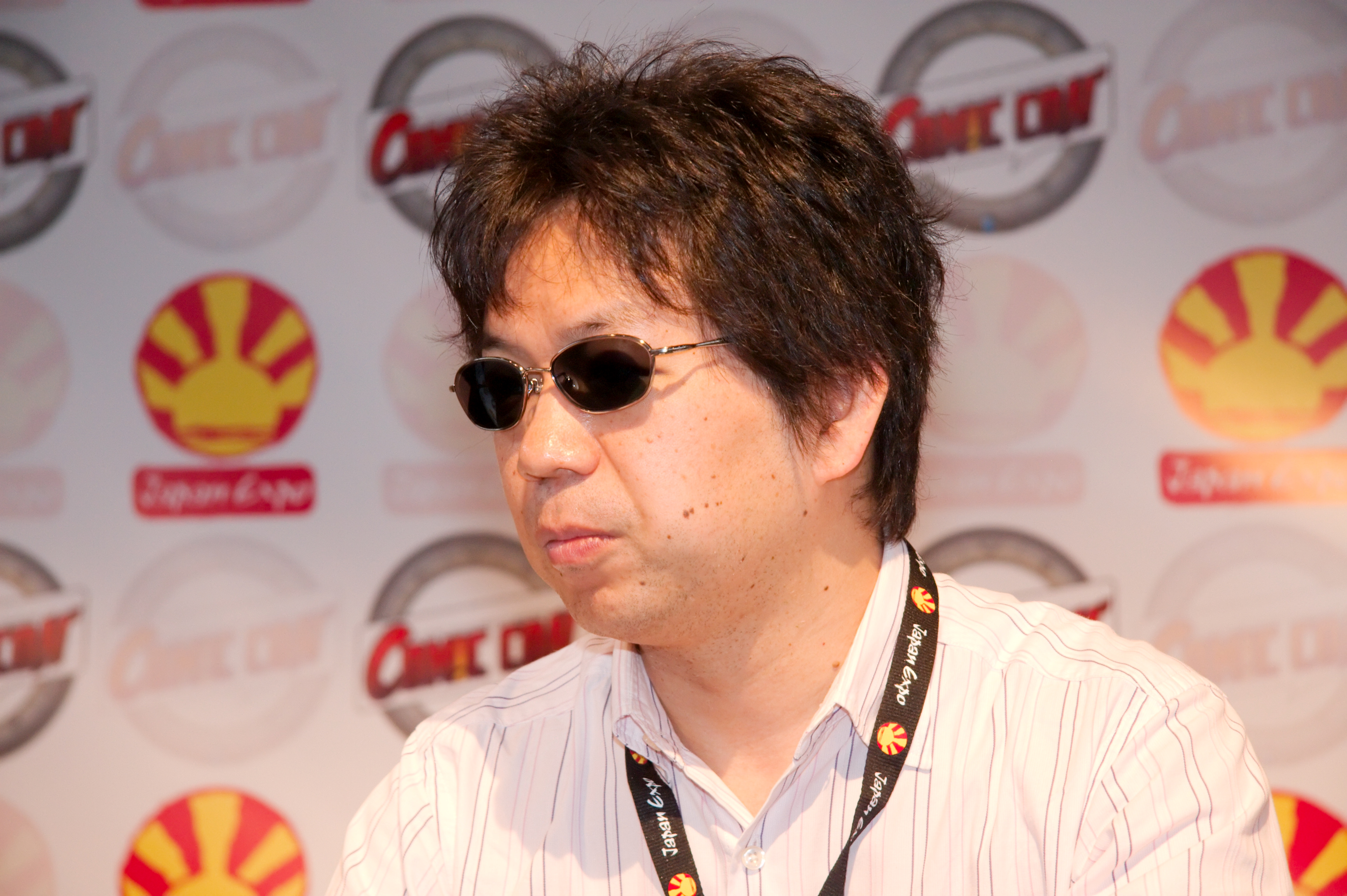
Shin'ichirō Watanabe, regista della serie

Inizialmente Cowboy Bebop venne sponsorizzato dalla divisione giocattoli della Bandai nella speranza di vendere modellini delle astronavi presenti nello show. Stando a Watanabe, la sola direttiva che ricevette fu proprio: «finché ci saranno delle astronavi [nella serie], potrai fare quello che vuoi»; tuttavia, dopo la realizzazione del materiale di prova, diventò evidente che la visione del regista differiva da quella della compagnia, la quale accantonò il progetto ritenendo che non fosse adatto alla creazione di merchandise nel campo dei giocattoli. Successivamente però la Bandai Visual recuperò l'idea, conferendo a Watanabe piena libertà creativa.
L'intenzione del regista era di realizzare una serie che non fosse solo indirizzata ad un tradizionale pubblico di adolescenti ma che si rivolgesse anche agli adulti. Infatti, nonostante siano assenti volgarità e turpiloquio, alcuni episodi trattano argomenti delicati come la droga, il terrorismo o la criminalità organizzata. Cowboy Bebop è stato in seguito definito da Watanabe stesso come «80% storia seria e 20% umorismo». Parlando dello sviluppo della storia Watanabe ha dichiarato di aver iniziato a realizzarla dai personaggi, spiegando: «la prima immagine che mi [venne in mente] era una di Spike, da lì ho provato a costruirgli attorno una storia, cercando di renderlo cool». Le numerose scene di combattimento e d'azione ricevettero un'attenzione particolare e trassero giovamento dal fatto che tra i realizzatori ci fossero persone già esperte nel campo del cinema live action. Il finale venne ideato da Watanabe fin dall'inizio, ma fu osteggiato da gran parte dello staff, salvo poi rimanere quello originario che aveva in mente il regista.
L'atmosfera dei pianeti e dei gruppi etnici di Cowboy Bebop fu concepita quasi integralmente da Watanabe con la collaborazione di Isamu Imakake, Shōji Kawamori e Dai Satō.
(Shin'ichirō Watanabe)
Lo staff d'animazione decise l'aspetto dei pianeti nelle prime fasi di produzione e solo successivamente si concentrò sul popolo che vi avrebbe abitato, con un'attenzione particolare da parte del regista nel variegare le etnie presenti. Nel corso delle vicende narrate in Cowboy Bebop, Marte è il pianeta usato più di frequente poiché, come spiegato dal responsabile delle scenografie Satoshi Toba, gli altri erano «inaspettatamente difficili da usare»; difatti ogni pianeta aveva delle caratteristiche uniche che gli sceneggiatori dovevano tenere in considerazione nel corso della storia. Toba ha inoltre aggiunto che sebbene la drammatica scena finale dovesse avvenire su Venere, lo staff, non potendo servirsi del pianeta, ripiegò su Marte anche in quell'occasione.
Riguardo alla popolarità dell'opera nel tempo, Watanabe ha dichiarato che, fin dalla prime fasi di produzione di Cowboy Bebop, cercò di motivare il team creativo affermando che stavano lavorando a qualcosa che sarebbe stato ricordato da lì ai prossimi dieci, venti o forse addirittura trent'anni. Sebbene molti fossero scettici allora, il regista si è detto soddisfatto di aver dimostrato la veridicità della sua previsione ed ha ironizzato che, se allora la Bandai Visual non fosse intervenuta, «ora starei lavorando dietro alla cassa di un supermercato».

### Colonna sonora

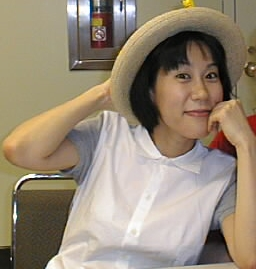
Yōko Kanno, compositrice delle colonne sonore di Cowboy Bebop

La colonna sonora di Cowboy Bebop è stata composta da Yōko Kanno, che per la sua registrazione ha formato appositamente il gruppo musicale jazz/blues dei The Seatbelts, prendendovi parte in qualità di tastierista. Le musiche jazz, country e blues di Kanno sono state universalmente apprezzate dalla critica e hanno contribuito in modo decisivo a delineare il clima e il ritmo della serie. Dalla prima trasmissione dell'anime, Kanno e i Seatbelts hanno pubblicato sette album contenenti la colonna sonora dell'opera, due extended play e due raccolte; tutti sotto il marchio Victor Entertainment.
La opening utilizzata è la canzone Tank!, composta da Kanno e suonata dai Seatbelts. Il suo ritmo intenso, unito alle rapide scene di animazione, hanno reso la sequenza introduttiva una delle più conosciute e apprezzate nel panorama degli anime. La sigla di chiusura usata nella maggior parte degli episodi è The Real Folk Blues, composta da Kanno con i testi di Yūho Iwasato, suonata dai Seatbelts e cantata da Mai Yamane; la ending del 13º episodio "Jupiter Jazz (Part 2)" è Space Lion, composta da Kanno e suonata dai Seatbelts, mentre quella dell'ultimo episodio "The Real Folk Blues (Part 2)" è Blue, composta da Kanno con i testi di Tim Jensen, suonata dai Seatbelts e cantata da Mai Yamane.
Watanabe ha dichiarato che Yōko Kanno non realizzò esattamente le musiche che egli le richiese: «è stata ispirata per conto suo, ha seguito la sua immaginazione, è venuta da me dicendo "queste sono le canzoni che ci occorrono per Cowboy Bebop" e ha composto qualcosa completamente di testa sua». Per dare un esempio della cosa Watanabe ha dichiarato che «alcune delle canzoni della seconda metà della serie non le avevamo nemmeno chieste, le ha semplicemente realizzate e ce le ha portate», un comportamento giudicato normalmente «imperdonabile e inaccettabile» dall'autore, ma che lo stesso Watanabe ritiene abbia contribuito al successo di Cowboy Bebop. Le composizioni di Kanno hanno anche ispirato il regista nella creazione di nuove scene, non previste inizialmente nel copione, le quali a loro volta ispirarono la compositrice nella creazione di nuove musiche. Watanabe ha poi descritto la sua collaborazione con Kanno come «una partita a catch tra noi due nello sviluppare le musiche e creare la serie TV Cowboy Bebop» ed ha in seguito aggiunto che, nonostante il suo lavoro sia spesso influenzato dalla componente musicale, essa non ne sia il nucleo quanto piuttosto parte di una «fusione tra musica, azione e animazione».

## Genere e stile
Nella trasmissione televisiva giapponese e statunitense di Cowboy Bebop, prima e dopo le pause pubblicitarie, compariva una schermata con la scritta "Cowboy Bebop is a new genre unto itself" (lett. "Cowboy Bebop è un nuovo genere a sé stante"), scritto da Watanabe come slogan promozionale per la presentazione del progetto e poi inserito da un designer nel montaggio finale, senza richiederne l'approvazione al regista. Nonostante lo stesso Watanabe abbia liquidato la frase come un'esagerazione, il genere dell'opera è, in effetti, un ibrido che va dalla commedia, al noir passando per l'azione e il thriller. L'anime attinge pesantemente dalla cultura occidentale, in particolare agli western, al genere hard boiled, alla narrativa pulp e blaxploitation; vi sono però anche forti influenze dei film heroic bloodshed di Hong Kong, come The Killer o Hard Boiled.
L'influenza fantascientifica si ritrova nell'ambientazione futuristica e nella massiccia presenza tecnologica, anche se è spesso contraddistinta da uno stile rétro. Il genere western riveste comunque la maggiore influenza all'interno della serie, generando una perpetua sensazione di assenza di legge palpabile sia per i ricercati che per i membri stessi della ciurma del Bebop. Gli esempi di tale influsso sono molteplici; in primo luogo "Big Shot", inconcludente show televisivo per cacciatori di taglie seguito dai protagonisti in quasi ogni puntata; dopodiché vi è la costante presenza di saloon, paesaggi desertici, scontri all'arma da fuoco e stalli alla messicana. I toni noir, infine, permeano Cowboy Bebop in particolare nel personaggio di Jet Black, disilluso ex-detective che si è battuto contro la corruzione nel suo dipartimento unicamente per ritrovarsi a preferire agire al di fuori della legge. La morale di quasi tutti i personaggi è quantomai ambigua, come evidente in particolar modo nella spesso doppiogiochista Faye Valentine. Nel paesaggio, l'influenza del genere noir si può notare principalmente con la città inquinata e piovosa della "Session 10: Ganymede Elegy" e nelle inquadrature della "Session 20: Pierrot Le Fou".

Un esempio dell'ambientazione retrofuturistica della serie

Vari critici si sono soffermati sulla varietà di generi in cui si dirama l'opera, tra cui Michelle Onley Pirkle, che ha affermato: «la serie tenta un nuovo approccio al genere, non creando immagini e suoni innovativi, ma variando "liberamente", "remixando" o adattando le immagini e i suoni di altri generi familiari in maniera dinamica». La studiosa sottolinea come Cowboy Bebop "giochi" con una varietà di citazioni e riferimenti diversi, producendo negli spettatori un effetto di déjà vu nel ricollegare i riferimenti intertestuali al loro bagaglio di conoscenze e di memorie. Watanabe stesso ha spesso dichiarato di aver dedicato la sua carriera alla realizzazione di anime non convenzionali, affermazione che si rispecchia nel sistema solare presentato in Cowboy Bebop «un terzo diaspora cinese e due terzi selvaggio West», con un accostamento di generi e stili diversi: grattacieli, kung fu, elementi di dramma epico, di commedia slapstick e azione alla John Woo. Queste caratteristiche portano la serie ben al di fuori della tradizionale fantascienza, facendo sì che molti fan abbiano coniato, per descriverla, il termine "space western".
L'ambientazione di una colonizzazione spaziale riflettente in larga parte l'aspetto e la multiculturalità della società odierna in opposizione agli elementi classici della fantascienza, come alieni, robot giganti o pistole laser, è stata accostata allo stile cyberpunk di William Gibson. Nella serie, infatti, molti pianeti e stazioni spaziali sono stati modellati a immagine della Terra: le strade degli oggetti celesti, come Ganimede, somigliano alle moderne città portuali, mentre Marte è pieno di centri commerciali, parchi tematici, casinò e megalopoli. Elementi futuristici e moderni sono abilmente combinati «permettendo allo spettatore di connettersi con facilità al mondo di Cowboy Bebop».
Daryl Surat di Otaku USA ha commentato il fascino di ampio respiro della serie dandone merito al suo stile:
(Daryl Surat)
Come spiegato dalla critica Susan J. Napier nel suo libro Anime from Akira to Princess Mononoke: Experiencing Contemporary Japanese Animation, sempre di più gli anime «esistono in un punto di connessione nella cultura globale... un amorfo, nuovo territorio mediatico che attraversa e intreccia i confini nazionali». Per questo diversi critici giapponesi hanno iniziato a riferirsi agli anime col termine mukokuseki, ossia apolidi. «Proprio questa qualità di apolidia esercita un'attrazione crescente nella nostra cultura globale», conclude Napier, ed è stato stabilito che proprio il riflettere questo fenomeno ha avuto una parte importante nell'attrattiva esercitata da Cowboy Bebop.

### Riferimenti culturali
La principale fonte d'ispirazione di Watanabe per la realizzazione di Cowboy Bebop è stato l'anime Lupin III, di cui ricalca vagamente lo stile. Gli stessi protagonisti, Spike, Jet e Faye presentano forti somiglianze fisiche e caratteriali con Lupin, Jigen e Fujiko, pur con una complessità psicologica maggiore e una storia più travagliata alle spalle.
Il continuo prendere in prestito da generi e prodotti culturali occidentali ha garantito un accesso facilitato del pubblico europeo e americano alla serie e ne spiega in parte la popolarità. Il senso di familiarità che aleggia nello show è enfatizzato dai continui riferimenti alla cultura popolare, tra cui i film di kung fu: nella "Session 2: Stray Dog Strut" il combattimento finale tra Spike e Hakim si ispira a L'ultimo combattimento di Chen, mentre nella "Session 8: Waltz for Venus" la lezione di Jeet Kune Do fatta a Rocco Bonnaro è simile a quella de I 3 dell'Operazione Drago. Come affermato dal regista, inoltre, nella serie sono stati inseriti numerosi tributi alle sue pellicole e serie TV statunitensi preferite tra quelle trasmesse in Giappone all'epoca, come Butch Cassidy, i film di Bruce Lee e Star Trek. Inoltre sono presenti pastiche a film come Alien e Prima di mezzanotte. Il nome del personaggio Decker nell'episodio 7 è una citazione dal film Blade Runner, il cui protagonista si chiama a Rick Deckard, mentre il culto dell'episodio 23, i cui fedeli desiderano migrare nella tecnologia, richiama la setta Heaven's Gate, i cui membri si suicidarono interpretando il passaggio della cometa Hale-Bopp come un messaggio affinché le loro anime potessero raggiungere un nuovo mondo.
Gli omaggi al panorama musicale sono evidenti nei titoli degli episodi, che riprendono brani e album illustri, come Honky Tonk Women e Sympathy for the Devil dei Rolling Stones, Toys in the Attic degli Aerosmith, Bohemian Rhapsody dei Queen, My Funny Valentine di Richard Rodgers e Lorenz Hart o Hard Luck Woman dei Kiss, o stili musicali come il blues, il valzer o la samba. Lo stesso termine "bebop" nel titolo fa riferimento al tipo di jazz nato negli anni quaranta.

## Media

### Anime

La copertina del primo DVD dell'edizione Dynamic Italia dell'anime

L'anime si compone di 26 episodi; tuttavia il canale televisivo TV Tokyo si rifiutò di mandare in onda alcune puntate, ritenendole troppo violente per il suo pubblico. Vennero quindi trasmessi, dal 3 aprile al 26 giugno 1998, solamente 12 episodi della serie (i numeri 2, 3, 7-15 e 18), più uno speciale intitolato "Session XX: Mish-Mash Blues" (よせあつめブルース?, Yoseatsume Buruzu) contenente alcuni spezzoni di scene e dialoghi delle restanti puntate. Qualche mese più tardi, Cowboy Bebop venne trasmesso integralmente sul canale satellitare WOWOW, a partire dal 23 ottobre 1998 fino al 23 aprile 1999. La serie completa è stata in seguito ritrasmessa in Giappone sul network televisivo Animax e sui canali Teletama e NHK BS2.
La distribuzione home video di Cowboy Bebop è stata affidata alla Bandai. A partire dal 1998 essa ha pubblicato la serie in numerose raccolte Laserdisc, VHS e DVD. Un'edizione in Blu-ray Disc, contenente un romanzo scritto per l'occasione dalla sceneggiatrice della serie Keiko Nobumoto e l'episodio speciale Ein's Summer Vacation, è uscita in Giappone il 21 dicembre 2012.

#### Edizione italiana
Un'edizione italiana dell'anime è stata prodotta dalla Dynamic Italia, pubblicata nel 1999 in 6 VHS (contenenti dai cinque ai quattro episodi l'una e alcuni contenuti speciali, quali le sigle senza accrediti e alcuni promo) e trasmessa su MTV all'interno dell'Anime Night. La messa in onda si svolse dal 21 ottobre 1999 al 4 maggio 2000 all'interno dello slot dalle ore 21:00 alle 21:30. Il doppiaggio è stato effettuato dallo studio CDC Sefit Group sotto la direzione di Anna Rita Pasanisi, mentre i dialoghi sono stati curati da Luciano Setti; il lavoro dei doppiatori è stato giudicato ottimo dal pubblico e dalla critica.
Dal 9 aprile al 28 agosto 2003 Dynamic Italia ha fatto uscire la serie in una raccolta di sei DVD, ognuno contenente dai cinque ai quattro episodi. I dischi contengono le schede sui personaggi e contenuti speciali come il making of, oltre ad alcuni brani della colonna sonora. Questa stessa edizione è stata raccolta in un box di quattro DVD e pubblicata a partire dal 12 dicembre 2005 dalla Shin Vision, con il titolo di Cowboy Bebop Complete Edition. Nel 2010 la Dynit è rientrata in possesso dei diritti sull'opera e ne ha curato un'edizione rimasterizzata in due cofanetti, pubblicati il 28 luglio 2010 e contenenti rispettivamente tre e quattro DVD, uno dei quali dedicato ai contenuti speciali. Questa versione, intitolata Cowboy Bebop Ultimate Edition, presenta una qualità audio 5.1, a differenza della 2.0 delle edizioni precedenti, ed ha in allegato un booklet con i settei dei personaggi, dei mezzi e degli ambienti della serie.
Il 27 maggio 2015 Dynit ha pubblicato un altro cofanetto, per la prima volta in formato Blu-ray, contenente cinque dischi con audio italiano e giapponese DTSHD 5.1 ed un'immagine in alta definizione in formato 1080i, oltre a un disco con contenuti extra sottotitolati in italiano, tra cui sigle, trailer, un dietro le quinte intitolato "Session 0" e un AMV. Nel cofanetto sono inoltre presenti un poster, un set di quattro card da collezione e tre volumi cartacei contenenti bozze, disegni e schede dei personaggi.

#### Edizioni estere
L'anime è stato esportato in vari Paesi nel mondo. In Francia è stato trasmesso da settembre 2000 ad aprile 2001 sul canale a pagamento Canal+. Negli Stati Uniti è stato il primo anime ad essere trasmesso nel contenitore Adult Swim di Cartoon Network, a partire dal 2 settembre 2001, e nello stesso periodo è andato in onda anche in America del Sud sul canale a pagamento Locomotion. Nel Regno Unito è andato in onda nel 2002 sul canale CNX, in Germania dall'8 gennaio al 10 settembre 2003 su MTV e in Spagna a partire dal 12 dicembre 2005 su Cuatro. In diversi Paesi asiatici — tra cui India, Bangladesh, Sri Lanka, Singapore, Thailandia, Indonesia e Filippine — la serie è stata trasmessa in contemporanea alla replica giapponese sul network televisivo Animax.
A causa dei suoi toni maturi e dei suoi contenuti, Cowboy Bebop ha ricevuto dei divieti in diversi Paesi. In particolare è stato vietato ai minori di dodici anni nel Regno Unito (la maggior parte degli episodi), ai minori di tredici in Québec e in Nuova Zelanda (alcuni episodi), ai minori di quattordici in Italia e in Manitoba, ai minori di quindici in Spagna, in Australia e nel Regno Unito (solo alcuni episodi), ai minori di sedici anni in Germania, in Nuova Zelanda (la maggior parte degli episodi) e in Svizzera, e ai minori di diciotto anni in Argentina, in Austria, in Brasile, in Perù e in Corea del Sud.

### Film

#### Film d'animazione
Il finale ambiguo della serie e la popolarità raggiunta presso il pubblico, fecero sì che da più parti aumentassero le richieste per un seguito della storia. Venne così prodotto un film d'animazione, intitolato Cowboy Bebop - Il film e noto anche con il titolo internazionale di Cowboy Bebop the Movie: Knockin' on Heaven's Door (劇場版 カウボーイビバップ 天国の扉?, Gekijōban Kaubōi Bibappu: tengoku no tobira), uscito nelle sale giapponesi il 1º settembre 2001 e in quelle italiane il 23 maggio 2003. Diretto da Watanabe, che si è avvalso dello stesso staff della serie televisiva, esso si inserisce temporalmente tra gli episodi 22 e 23 dello show e vede i componenti della ciurma del Bebop impegnati nella ricerca di un pericoloso terrorista che minaccia di rilasciare su Marte un virus letale.

#### Live action

Copertina del secondo volume dell'edizione Dynamic Italia del manga Cowboy Bebop

Il 22 luglio 2008 il periodico IF Magazine pubblicò un articolo in cui affermava che il produttore Erwin Stoff era in accordo con la 20th Century Fox per produrre un live action di Cowboy Bebop il più fedele possibile all'anime. L'attore Keanu Reeves venne contattato per il ruolo di Spike Spiegel. Durante il Tokyo International Anime Fair del 2009 Kenji Uchida, il presidente della Sunrise, annunciò di aver stretto un accordo con la Fox in base al quale lo studio avrebbe svolto il ruolo di supervisore durante la lavorazione del film, riservandosi il diritto di non accettare l'adattamento cinematografico "se la sceneggiatura sarà orribile". Il 15 gennaio 2009 Variety rivelò che, oltre a Uchida, al progetto avrebbero preso parte anche Shin'ichirō Watanabe e Keiko Nobumoto come assistenti di produzione, Masahiko Minami come consulente e Peter Craig come sceneggiatore. Sebbene l'uscita del film fosse prevista per il 2011, Reeves ha rivelato, nell'ottobre 2009, che la sceneggiatura era entrata in una fase di riscrittura atta a contenere l'eccessivo costo di mezzo miliardo di dollari. Dopo una successiva intervista al produttore Joshua Long, il 15 ottobre 2010, del film non si seppe più niente finché, il 31 maggio 2013, Watanabe lo ha annunciato come "in arrivo", sebbene non abbia rivelato ulteriori dettagli. Il 20 ottobre dello stesso anno, Reeves ha annunciato di non essere più coinvolto nel progetto.

### Serie televisiva live action
Il 6 giugno 2017 è stato annunciato un adattamento televisivo live action di produzione statunitense in progetto da parte della Tomorrow Studios e Midnight Radio, che avrebbe visto la partecipazione anche della Sunrise, con la sceneggiatura di Christopher Yost e il coinvolgimento del regista dell'anime originale Shin'ichirō Watanabe come consulente creativo. Il 4 aprile 2019 è stato reso noto il cast della serie live action con John Cho nel ruolo di Spike Spiegel, Mustafa Shakir nel ruolo di Jet Black, Daniella Pineda nel ruolo di Faye Valentine e Alex Hassell nei panni di Vicious. Il 25 settembre 2021 viene rivelata la sigla d'apertura, composta da Yōko Kanno, che già si era occupata delle sigle dell'anime e del film. La serie ha debuttato internazionalmente il 19 novembre 2021 sulla piattaforma di streaming Netflix con una prima stagione di dieci episodi. Poco meno di un mese dopo è stato però reso noto che non sarebbe stata prolungata, a causa dei costi troppo alti di produzione in relazione alle visualizzazioni ottenute.

### Manga
Dall'anime televisivo sono stati tratti due manga, entrambi originariamente pubblicati da Kadokawa Shoten sulla rivista shōjo Asuka Fantasy DX. Il primo adattamento, intitolato Cowboy Bebop Shooting Star (シューティングスタービバップ－カウボーイビバップ－?, Shūtingu Sutā Bibappu - Kaubōi Bibappu -) e realizzato da Cain Kuga, è stato serializzato nel 1998, prima dell'inizio della trasmissione dell'anime, e in seguito raccolto in due volumi tankōbon. Si tratta di una riscrittura alternativa della serie TV. L'opera è stata esportata negli Stati Uniti, dove è stata pubblicata da Tokyopop dall'8 aprile al 10 giugno 2003, e in Francia, dal 13 aprile al 15 giugno 2004 per conto di Pika Édition.
| Nº | Data di prima pubblicazione | Data di prima pubblicazione | Data di prima pubblicazione |
| Nº | Giapponese                  | Giapponese                  |                             |
| -- | --------------------------- | --------------------------- | --------------------------- |
| 1  | 1º maggio 1998              | ISBN 4-04-852935-8          |                             |
| 2  | 1º settembre 1998           | ISBN 4-04-852997-8          |                             |

Il secondo manga si intitola semplicemente Cowboy Bebop ed è illustrato da Yutaka Nanten su testi di Hajime Yatate. Esso costituisce uno spin-off dell'anime. I singoli capitoli sono stati serializzati tra il 1999 e il 2000 e poi pubblicati in tre tankōbon. Un'edizione italiana è stata pubblicata da Dynamic Italia in tre volumi corrispondenti agli originali ma con senso di lettura occidentale e con le tavole ribaltate, usciti tra il 20 settembre 2001 e 17 marzo 2003. Nel 2007 Panini Comics ne ha curato una ristampa, che presenta delle nuove traduzioni e copertine. Negli Stati Uniti è stato edito da Tokyopop dal 23 aprile al 20 agosto 2002, in Germania è stato pubblicato da Egmont Manga & Anime da agosto a dicembre 2002, in Francia è uscito da ottobre 2003 a febbraio 2004 per conto di Pika Édition.
| Nº | Data di prima pubblicazione | Data di prima pubblicazione | Data di prima pubblicazione |
| Nº | Giapponese                  | Giapponese                  | Italiano                    |
| -- | --------------------------- | --------------------------- | --------------------------- |
| 1  | 5 aprile 1999               | ISBN 4-04-853078-X          | 20 settembre 2001           |
| 2  | 28 ottobre 1999             | ISBN 4-04-853136-0          | 11 novembre 2002            |
| 3  | 5 aprile 2000               | ISBN 4-04-853185-9          | 17 marzo 2003               |

### Videogiochi
Dall'anime è stato tratto Cowboy Bebop (カウボーイビバップ?, Kaubōi Bibappu), un videogioco sparatutto a scorrimento sviluppato da Bandai per PlayStation e uscito in Giappone il 14 maggio 1998. Un secondo videogioco, Cowboy Bebop - Tsuioku no serenade (カウボーイビバップ 追憶の夜曲（セレナーデ）?, Kaubōi Bibappu tsuioku no serenāde, lett. "Cowboy Bepop: La serenata della reminiscenza"), è stato prodotto sempre da Bandai e pubblicato per PlayStation 2 il 25 agosto 2005. Entrambi i videogiochi non sono stati tradotti né pubblicati al di fuori del Giappone.

### Altro
Dalla serie è stato tratto il racconto Cowboy Bebop: UT, scritto da Dai Satō e pubblicato sul sito ufficiale della serie Cowboybebop.org come promozione al film. Ambientata nel 2044, circa una trentina di anni prima delle vicende narrate, la storia è incentrata su Ural e Victoria Terpsichore nei loro giorni da cacciatori di taglie. È stato pubblicato un solo capitolo del racconto, prima che il sito venisse chiuso.
Un artbook intitolato Cowboy Bebop Illustration ～ The Wind ～ è stato pubblicato il 25 ottobre 2004 dalla casa editrice SB Creative. Esso contiene 144 pagine di illustrazioni della serie, che ripercorrono le elaborazioni successive dei personaggi e delle ambientazioni, dalle prime bozze concettuali fino al prodotto finito. Sono presenti inoltre piccoli retroscena sulla produzione e interviste ai realizzatori.

## Accoglienza
(Shin'ichirō Watanabe)

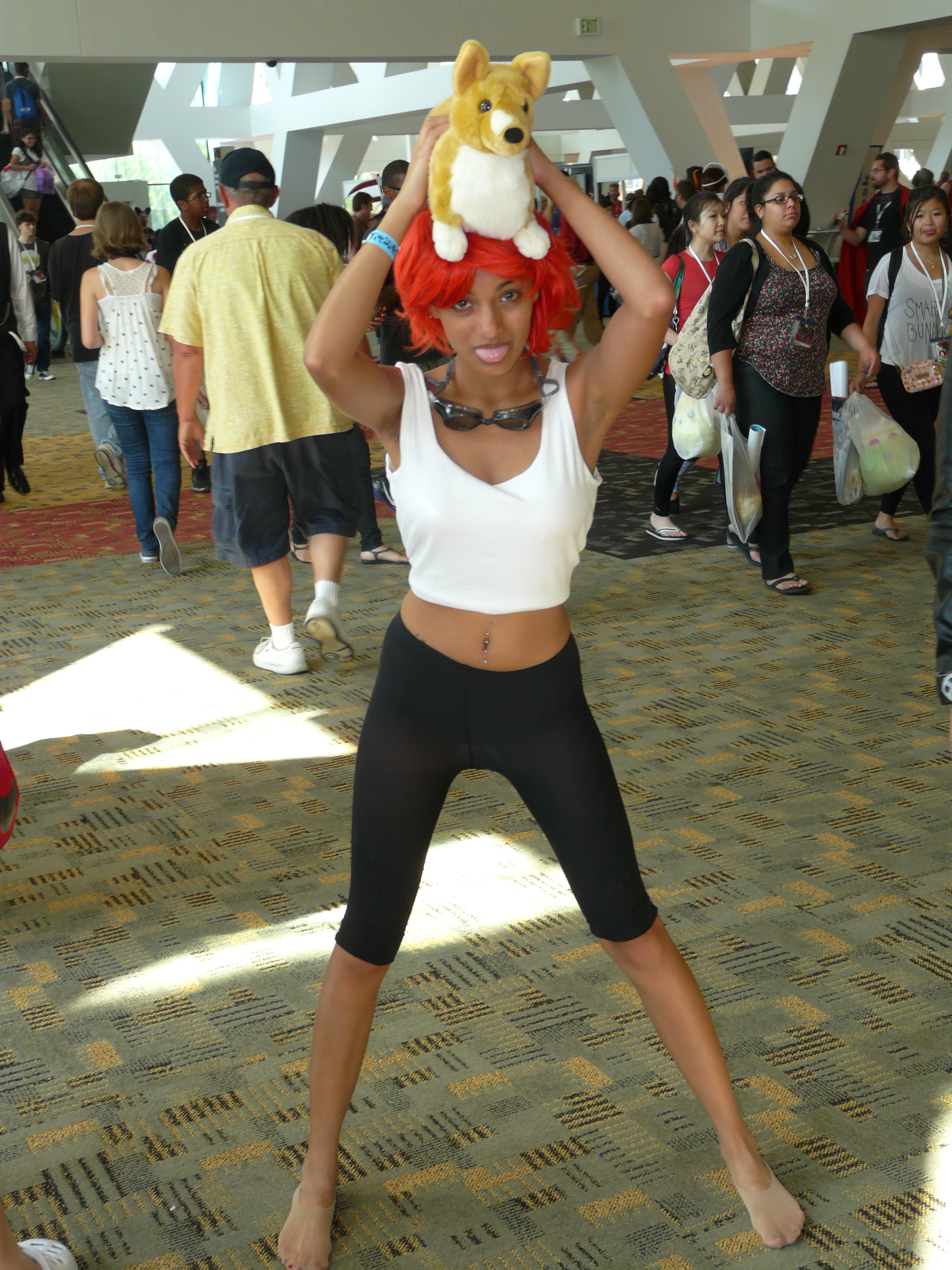
Una cosplayer di Ed all'Otakon del 2012

Cowboy Bebop ha ricevuto un'accoglienza molto positiva di pubblico e critica. Secondo i dati diffusi da Bandai Visual, al febbraio 2006 la serie era, con 950 000 copie vendute, il quinto maggior franchise della compagnia per quanto riguarda il mercato home video giapponese. La rivista Animage, inoltre, l'ha inserito nella lista dei cento migliori anime di tutti i tempi.
In occidente il successo della serie non fu da meno, soprattutto in Nord America, dove è diventata una delle serie più popolari di sempre e ha contribuito a far conoscere e diffondere l'interesse per l'animazione giapponese. Gli ascolti televisivi, grazie alla programmazione notturna, si sono rivelati molto alti e la Bandai Entertainment ha annunciato che nel 2005 le vendite dei VHS e dei DVD della serie in Canada e negli Stati Uniti hanno superato il milione di unità. In un articolo del 2004 Newtype USA chiese ai suoi lettori di stilare una classifica dei 25 migliori anime di tutti i tempi; Cowboy Bebop si posizionò secondo dopo Neon Genesis Evangelion, confermandosi una delle serie anime più rilevanti e influenti mai create. Nella classifica del 2007 di Anime Insider dei "50 migliori anime di tutti i tempi", la serie si è posizionata al primo posto; mentre nella classifica del 2012 dell'australiana Madman Entertainment ha ottenuto il settimo.
Sulle classifiche del sito IGN, Cowboy Bebop è comparso in numerose occasioni: nel 2009 nella lista delle "100 migliori serie animate", posizionandosi al 14º posto, e dieci anni più tardi, nel 2019, si è posizionato al secondo posto nella lista delle "25 migliori serie anime di tutti i tempi"; nel 2011 nella lista dei "50 migliori show televisivi di fantascienza", raggiungendo il 29º posto (ottenendo entrambe le volte il punteggio più alto per un anime dopo Evangelion) e nel 2006, quando la colonna sonora della serie si posiziona prima nella "Top Ten delle migliori colonne sonore e temi musicali anime di tutti i tempi". Inoltre Spike Spiegel si è aggiudicato il quarto posto nella classifica dei "25 migliori personaggi anime di tutti i tempi" e IGN Movies ha inserito Cowboy Bebop nella sua lista dei "10 adattamenti di cartoni animati che vorremmo vedere" in formato live-action.
Sul sito Anime News Network, Cowboy Bebop detiene una media voto di 8,9, corrispondente ad un giudizio "eccellente" e basata sulle valutazioni di 12 000 utenti; sull'Internet Movie Database, invece, ha una media ponderata di 8,9/10, basata sul voto di 89 000 utenti, che la rende la serie anime con il quarto voto medio più alto del sito. Il sito MyAnimeList riporta che la serie è la 28º opera anime in ordine di gradimento presso il pubblico, con una valutazione di 8,78 espressa da oltre 595 000 utenti. Nel portale AnimeClick.it è, con una media di 8,921, la 10ª serie anime più apprezzata dagli utenti del sito.

### Critica
La serie è stata universalmente apprezzata dalla critica domestica e internazionale. Secondo un critico giapponese, «Cowboy Bebop era qualcosa che non si era mai visto prima negli anime... riconosciuto da tutti come fresco e stimolante». Susan Napier ha aggiunto che la freschezza della serie può essere attribuita all'animazione, che ha preferito inquadrature fuori dall'ordinario, contrasti chiaro-scuro e personaggi complessi ma attraenti.
Mike Crandol di Anime News Network ha affermato che Cowboy Bebop è «uno dei titoli più popolari e rispettati nella storia degli anime» e lo ha definito «uno show televisivo unico che trascende abilmente ogni tipo di genere». Crandol ha esaltato i personaggi come «alcuni dei [...] più accattivanti che abbiano mai reso grazia a un anime» e ha dichiarato di aver molto apprezzato la qualità quasi "filmica" dell'animazione, la sceneggiatura sofisticata e le musiche. Il critico ha infine commentato che Cowboy Bebop è una "pietra miliare" degli anime e «uno dei migliori anime di sempre», e che «sarà ricordato ancora a lungo, dopo che tanti altri saranno stati dimenticati». Christina Carpenter di T.H.E.M. Anime Reviews gli ha dato un punteggio di 5 stelle su 5 e l'ha definito uno dei migliori anime in assoluto, in grado di far "vergognare" molte opere simili e «[perfino] Hollywood». Carpenter ha inoltre lodato l'animazione come «una rarità ed una meraviglia da vedere», chiamandola «più che superba», ed ha definito la trama e la caratterizzazione di «una sofisticatezza e sottigliezza che è praticamente unica al mondo». Essa ha infine espresso grande apprezzamento verso la colonna sonora, definendo la sigla d'apertura uno dei migliori brani che abbia mai sentito e concludendo che la serie sia «un must per ogni collezionista serio di animazione giapponese».
Il sito Anime Critic ne elogia i personaggi e la loro esplorazione psicologica, giudica divertenti e appropriate le puntate più rilassate e slegate dalla trama principale, e definisce la musica "superba". L'animazione viene descritta come «chiara e precisa, leggermente più scialba rispetto a molti anime più recenti, ma decisamente di alta qualità per una serie TV». In conclusione gli assegna quattro stelle e mezzo su cinque e afferma che la serie ha qualcosa da offrire per tutti i gusti. Scott Rider di @anime sottolinea la cura dei realizzatori per i dettagli, visibili nelle diverse scene, e la varietà delle musiche di Yōko Kanno. Andy Patrizio di IGN afferma che «Cowboy Bebop si classifica molto in alto nella scala degli anime» e lo definisce «uno dei migliori esempi del genere che ci sia». I punti di forza della serie individuati dal critico sono: «una trama intrigante, personaggi memorabili e una delle colonne sonore più rivoluzionarie nel mondo degli anime».
I critici di Ex.org hanno molto apprezzato la serie. Keith Rhee ha affermato che Cowboy Bebop "riesce a risplendere per il suo gusto e per l'eccellenza tecnica e realizzativa", mentre l'unica critica che riconosce allo show è di essere eccessivamente episodico e mancante di un filo narrativo ricorrente. Mark L. Johnson ha infine dichiarato che lo stile, la musica e un team di realizzatori talentuosi ed esperti hanno reso la serie carica di azione e originale, e meritevole dell'attenzione mediatica ricevuta. Il sito Teevee.org, infine, ha lodato i personaggi, l'alternanza tra momenti seri e comici, l'animazione e la colonna sonora, concludendo che è un «anime che anche coloro che odiano gli anime possono apprezzare».

### Riconoscimenti
Cowboy Bebop ha ottenuto un gran numero di riconoscimenti. Nel 1998 l'anime venne premiato alla terza edizione degli Animation Kobe nella categoria miglior programma televisivo. Ikuko Sayama, l'allora caporedattore della rivista Newtype, spiegò i motivi che spinsero la giuria ad assegnare il premio, affermando che i giudici erano rimasti colpiti dalla sensazione di novità che trasudava dalla serie e dall'efficace lavoro di collaborazione tra i realizzatori, che ha permesso di far emergere in modo efficace i talenti dei singoli. Al Premio Seiun del 2000, che assegna un riconoscimento al miglior medium fantasy o di fantascienza dell'anno, Cowboy Bebop venne eletto miglior opera e, nello stesso anno, in occasione dell'Anime Expo, l'album Cowboy Bebop Blue ricevette un premio da parte della Società per la promozione dell'animazione giapponese (SPJA).
All'Anime Grand Prix del 1999, Spike Spiegel venne eletto miglior personaggio maschile e Megumi Hayashibara miglior voce per la sua performance come Faye Valentine. Cowboy Bebop si aggiudicò invece il secondo posto come miglior serie dietro a Mobile Battleship Nadesico the Movie - Il principe delle tenebre. Nella stessa occasione Faye e Ed vennero votate rispettivamente al 5º e al 9º posto come migliori personaggi femminili; inoltre la "Session 5: Ballad of Fallen Angels", la "Session 18: Speak Like a Child", la "Session 9: Jamming with Edward" e lo special "Mish-Mash Blues" si sono classificati, nell'ordine: 2°, 8°, 18° e 20° miglior episodio di un anime del 1998. Infine, i brani Tank! e The Real Folk Blues vennero nominati terza e quindicesima miglior canzone. L'anno seguente, nell'Anime Grand Prix del 2000, la serie si riconfermò seconda in classifica, dopo Card Captor Sakura, e nuovamente vincitrice dei premi come miglior personaggio maschile per Spike e miglior voce per la Hayashibara. Faye Valentine ottenne il sesto posto come miglior personaggio femminile, la "Session 26: The Real Folk Blues (Part 2)" e la "Session 24: Hard Luck Woman" si classificarono rispettivamente 3° e 17° miglior episodio di un anime nel 1999; mentre i brani Tank! e Blue furono eletti rispettivamente settima e dodicesima miglior canzone.

## Eredità culturale
Nel 2007 l'Agenzia giapponese per gli affari culturali, branca del Ministero dell'educazione, ha inserito la serie nella lista dei 50 anime che più di ogni altro hanno contribuito a diffondere la cultura giapponese all'estero e il sito IGN afferma che il suo più grande merito è aver introdotto «un'intera generazione agli anime». Nel marzo 2009 il sito web A.V. Club, associato al periodico The Onion, ha definito Cowboy Bebop «giustamente un grande successo» e una serie indispensabile per comprendere il mondo degli anime nel suo complesso. L'anime è stato fonte di ispirazione per vari registi statunitensi, fra cui Quentin Tarantino, in modo particolare per una sequenza animata del suo film del 2003 Kill Bill: Volume 1, e Rian Johnson, che ha citato l'anime come ispirazione visiva per il suo film del 2005 Brick - Dose mortale. Altri artisti che sono stati influenzati da Cowboy Bebop sono l'attore Robin Williams e lo scrittore Orson Scott Card; quest'ultimo nel 2011 scrisse un saggio in cui elogiava l'anime paragonandolo a Firefly, serie televisiva cult creata da Joss Whedon nel 2002.
Fin dal termine della trasmissione originale dello show, i fan hanno molto speculato su un possibile seguito, complice il fatto che Shin'ichirō Watanabe non si sia mai sbilanciato su una tale eventualità e in un'intervista al The Daily Texan del 2006 alla domanda in questione abbia risposto: «un giorno... forse, un giorno».